# Horakiella
Horakiella är ett släkte av svampar. Horakiella ingår i familjen rottryfflar, ordningen Boletales, klassen Agaricomycetes, divisionen basidiesvampar och riket svampar.
|            | Scleroderma                            |
|            |                                        |
|            | Pisolithus                             |
|            |                                        |
|            | Chlorogaster                           |
|            |                                        |
| Horakiella | \| \| Horakiella clelandii \| \| \| \| |
|            | \| \| Horakiella clelandii \| \| \| \| |
|            | Favillea                               |
|            |                                        |
|            | Horakiella clelandii                   |
|            |                                        |

|  | Horakiella clelandii |
|  |                      |